# Buddy Holly
Buddy Holly — пісня гурту Weezer 1994 року. Вийшла в альбомі Weezer, а також як сингл. Була випущена до 58-х роковин Бадді Голлі.
Ця пісня потрапила до списку 500 найкращих пісень усіх часів за версією журналу Rolling Stone.